# 全系统信息管理
全系统信息管理是System Wide Information Management（SWIM）的中文名称，它是一项信息化工程提案，目的在于优化民用航空的信息共享。

## 起源
全系统信息管理是由欧洲航空安全局提出的一项信息化项目，它有助于改造目前全球民用航空信息化建设和信息共享上的难题，2005年该提案被国际民航组织（ICAO）采纳。

## 核心思想
全系统信息管理的核心思想是SOA，实际上全系统信息管理是一次使用SOA理念的信息系统改善实践。